# Lucas Domínguez
Pour les articles homonymes, voir Dominguez.
Lucas Domínguez (né le 27 octobre 1989 à Pirque) est un footballeur international chilien, qui joue au poste de défenseur central avec le SD Ponferradina.
Il est international avec l'équipe du Chili depuis 2011, et a été sélectionné à 6 reprises